# Igor Olegowitsch Lissowski
Igor Olegowitsch Lissowski (russisch Игорь Олегович Лисовский, * 1954) ist ein ehemaliger russischer Eiskunstläufer, der im Paarlauf für die Sowjetunion startete. 
Lissowski trat ab 1979 mit seiner Ehefrau Irina Worobjowa im Paarlauf an. Das Paar wurde von Tamara Moskwina trainiert. Lissowski und Worobjowa wurden in Zagreb auf Anhieb Vize-Europameister hinter ihren Landsleuten Marina Tscherkassowa und Sergei Schachrai. Bei der Weltmeisterschaft verpassten sie als Vierte äußerst knapp eine Medaille gegen Sabine Baeß und Tassilo Thierbach aus der DDR. 1980 nahm das Paar an keinem internationalen Turnier teil. Bei ihrer Rückkehr wurden Lissowski und Worobjowa 1981 in Innsbruck Europameister und in Hartford Weltmeister. 1982 war das letzte Jahr in der Karriere des Paares. Es reichte bei der Europameisterschaft in Lyon noch zu einer Bronzemedaille, bei der Weltmeisterschaft wurden sie Fünfte. 
Heute arbeitet Lissowski als Trainer in Missouri, USA.

## Ergebnisse

### Paarlauf
(mit Irina Worobjowa)
| Wettbewerb / Jahr           | 1979 | 1980 | 1981 | 1982 |
| --------------------------- | ---- | ---- | ---- | ---- |
| Weltmeisterschaften         | 4.   |      | 1.   | 5.   |
| Europameisterschaften       | 2.   |      | 1.   | 3.   |
| Sowjetische Meisterschaften | 3.   | 2.   | 2.   | 3.   |

| Personendaten    | Personendaten                                     |
| ---------------- | ------------------------------------------------- |
| NAME             | Lissowski, Igor Olegowitsch                       |
| ALTERNATIVNAMEN  | Лисовский, Игорь Олегович (russisch)              |
| KURZBESCHREIBUNG | russischer Eiskunstläufer und Eiskunstlauftrainer |
| GEBURTSDATUM     | 1954                                              |